# Левијатан (филм)
Левијатан (рус. Левиафан) је руски драмски филм из 2014. редитеља Андреја Звјагинцева.
Према Звјагинцеву, инспирисала га је прича о дивљању Марвина Хемејера 2004. кроз амерички град користећи модификовани булдожер. Сличан концепт је прилагођен руском окружењу. Развој карактера главног јунака је паралелан са библијском фигуром Јовом и причом о Навутејевом винограду. Продуцент Александар Родњански је рекао: „Бави се неким од најважнијих друштвених питања савремене Русије, а никада не постаје проповед уметника или јавна изјава; то је прича о љубави и трагедији коју доживљавају обични људи“. Критичари су приметили да је филм застрашујући, који се бави чудним стварима судбине, моћи и новца.
Филм је изабран да се такмичи за Златну палму у главној такмичарској секцији на Филмском фестивалу у Кану 2014. године. Звјагинцев и Негин су добили награду за најбољи сценарио. Филм је проглашен за најбољи филм године на БФИ Лондон Филм Фестивалу 2014. и 45. Међународном филмском фестивалу у Индији. Освојио је награду за најбољи филм на страном језику на 72. додели Златног глобуса. и Asia Pacific Screen Award за најбољи играни филм у 2014. Такође је номинован за Оскара за најбољи филм на страном језику на 87. додели Оскара. Изабран је за 47. највећи филм од 2000. у анкети критичара ББЦ-а из 2016. године.

## Заплет
Радња је смештена у измишљени град Прибрежни (снимљен у приморском граду Териберка, Мурманска област), Русија, а радња прати трагични низ догађаја који утичу на Кољу (Алексеј Серебрјаков), усијаног аутомеханичара, његову другу жену Лиљу. (Елена Љадова) и његовог сина тинејџер Рома (Сергеј Походјајев). Покварени градоначелник Вадим (Роман Мадјанов) планира правну смицалицу да експроприше земљиште на коме је изграђена Кољина кућа.
Градоначелник наводно планира да на Кољином имању изгради телекомуникациони јарбол, нудећи за одштету јако потцењену суму, иако Коља верује да је његов прави план да изгради вилу за себе. Кољин дугогодишњи пријатељ Дима (Владимир Вдовиченков), оштар и успешан адвокат из Москве, покушава да се бори против експропријације кроз локални судски систем.
Током суђења, Коља је ухапшен јер је викао на корумпиране полицајце у полицијској станици. Када суђење пресуди у корист градоначелника, Дима успева да га натера да се повуче и обезбеди Кољино пуштање из затвора, претећи му компромитујућим документима. Током Кољиног одсуства, Лиља се упушта у импровизовани сексуални сусрет са Димом.
Током изласка са Кољиним пријатељем Иваном Степаничем (Сергеј Бачурски), Ромин пријатељ сведочи како Лилиа и Дима имају секс, а Коља, сазнавши за аферу, напада пар. У међувремену, градоначелник Вадим посећује свог пријатеља, епископа локалне Руске православне цркве (Валерија Гришко), ради духовне утехе, који му говори да сва моћ долази од Бога и охрабрује га да насилно решава своје проблеме. Након тога, Вадим и његови насилници отимају Диму и изводе лажно погубљење, саветујући му да се врати у Москву. Након тога Вадим наставља своју акцију да експроприше Кољину кућу. Последње појављивање Дима показује га како гледа кроз прозор воза, наводно на путу за Москву.
Лиља се враћа кући Кољи, али је депресивна јавним откривањем њене афере. Док се породица пакује да се исели, Рома ухвати Кољу и Лиљу како се сексају у подруму и бежи из куће, срушивши се у сузама поред скелета кита на обали. Враћа се кући касно увече, и изричито криви Лиљу за све што у њиховим животима крене наопако.
Те ноћи Лиља не може да спава и рано ујутро напушта кућу. Приказана је како сама хода поред литица. Следећег јутра не долази на посао и телефон јој је искључен. Њено тело је откривено неколико дана касније. Жалосни Коља почиње још више да пије и, сусревши се са свештеником, пита зашто му то Бог ради. Свештеник, који је побожан човек, цитира из библијске књиге о Јову и саветује Кољу да је, када је Јов прихватио своју судбину, од Бога награђен дугим и срећним животом.
Следећег дана, Коља је ухапшен. Полиција тврди да има доказе да је силовао Лиљу и убио је ударцем у главу, тупим предметом. Докази против њега укључују сведочења његових и Лилиних сопствених пријатеља о претњама које је упутио Лили и Дими када је открио њихову аферу, као ио томе да је један од његових радничких чекића обликован „слично“ рани на њеној глави. Коља је осуђен за убиство и осуђен на петнаест година строгог затвора. Пошто нема породице, Рома невољно пристаје да га прихвате Кољини бивши пријатељи, како би избегао да буде послат у сиротиште. Градоначелник Вадим тада добија позив да га обавештава о Кољиној казни, а он ликује и каже да је Коља добио оно што је заслужио јер је устао против њега.
На крају, Кољина кућа је срушена и откривен је пројекат градоначелника Вадима: раскошна црква за његовог пријатеља епископа. Филм завршава беседом епископа, уз присуство градоначелника. Владика велича врлине истине Божије наспрам светске истине и каже да добре намере не оправдавају зла дела. Он подстиче скупштину да не делује силом или лукаво, већ да се узда у Христа.

## Улоге
| Глумац               | Улога                                                                                   |
| -------------------- | --------------------------------------------------------------------------------------- |
| Алексеј Серебрјаков  | Николај Николајевич Сергејев, Лилијин муж и Ромин отац                                  |
| Елена Лиадова        | Лилија Петровна Сергејева, Николајева жена и Ромова маћеха                              |
| Владимир Вдовиченков | Дмитриј Михајлович Селезњев, стари Николајев пријатељ, члан Московске адвокатске коморе |
| Роман Мадианов       | Вадим Сергејевич Шелевјат, Градоначелник града Прибрежног                               |
| Анна Уколова         | Анжела Ивановна Поливанова, пријатељица породице Сергејев, Павлова жена и Витиина мајка |
| Алексеј Розин        | Павел Сергејевич Поливанов , наредник саобраћајне полиције, супруг Ангеле, отац Витиа   |
| Сергеј Походаев      | Ромка син Николе                                                                        |
| Платон Каменев       | Витиа, син Ангеле и Павла                                                               |
| Сергеј Бачурски      | Иван Степанович Дегтјарев, потпуковник саобраћајне полиције                             |
| Валериј Гришко       | епископ                                                                                 |
| Вјачеслав Гончар     | Возач Василија градоначелника                                                           |
| Алла Еминтсева       | Тарасова , председавајући судија                                                        |
| Маргарита Шубина     | Гориунова тужилац                                                                       |
| Дмитри Биковски      | Ткацхук начелник полиције                                                               |
| Сергеј Борисов       | војни полицајац/ратни профитер                                                          |
| Игор Савочкин        | оперативна                                                                              |
| Игор Сергеев         | иследник                                                                                |
| Лесиа Кудриасхова    | отац Василије свештеник                                                                 |

## Производња
Када је Андреј Звјагинцев продуцирао кратки филм у Сједињеним Државама, испричана му је прича о Марвину Хемајеру. Био је задивљен овом причом и у почетку је желео да сними свој филм у САД, али се онда предомислио. Сценарио су написали Звјагинцев и Олег Негин и лабаво је адаптиран на основу библијских прича о Јову из Уза и Самаријском краљу Ахави и новели "Михаел Колхас" Хајнриха фон Клајста . Сценарио има више од петнаест ликова, што је необично много за филм Звјагинцева.
Главно снимање је обављено у градовима Кировск, Мончегорск, Оленегорск, близу Мурманска на полуострву Коља. Припреме за снимање почеле су у мају 2013. Главно снимање је трајало три месеца од августа до октобра исте године. Снимање спољашњих сцена за Левијатан одвијало се у граду Териберка на обали Баренцовог мора.

## Издање
Левијатан је премијерно приказан на Филмском фестивалу у Кану 2014, где је приказан 23. маја. Дистрибуирају га Sony Pictures Classics у Сједињеним Државама, Curzon Cinemas у Уједињеном Краљевству и Palace Entertainment у Аустралији и Новом Зеланду.
Музика у филму укључује одломак из опере "Акхнатон" Филипа Гласа из 1983. године.

## Критички пријем
Питер Бредшо, који је написао пуну рецензију са пет звездица за The Guardian, дао је велику похвалу филму. Бредшо је сматрао да је филм „глумљен и режиран са непоколебљивом амбицијом“ и описао филм као „забрањујуће и застрашујуће дело... филм са правом величином“. Проналазећи паралеле са Књигом о Јову, Њујорк ривју оф букс изједначио је негативце са „Сам Левијатаном“ и три лика (које играју Владимир Вдовиченков, Алексеј Рожин и Ана Уколова ) са Јововим пријатељима .
На веб локацији агрегатора рецензија Rotten Tomatoes, филм има оцену одобравања од 98% на основу 149 рецензија и просечну оцену од 8,6/10. Критички консензус веб-сајта гласи: „ Левијатан оправдава своју титулу, нудећи отмену, добро осмишљену друштвену сатиру у одговарајућем великом обиму.  На Metacritic-у, на основу 34 критике, Левијатан има просечну оцену од 92 од 100, што указује на „универзално признање“.

### Критика
Тридесет пет процената средстава за Левијатан долази од руског Министарства културе. Владимир Медински, тадашњи министар културе и конзервативни историчар, признао је да филм приказује талентоване филмове, али је рекао да му се не свиђа. Оштро је критиковао његов приказ обичних Руса као псовки, људи који пију вотку, што не препознаје из његовог искуства као Руса или „правих Руса“. Сматрао је чудним што у филму нема ниједног позитивног лика и наговештавао је да редитељ не воли Русе, већ „славу, црвене тепихе и статуете“. Министарство културе сада је предложило смернице којима би се забранили филмови који „прљају“национална култура.  Заузврат, када се појављивао на опозиционом ТВ каналу Дожд, режисера Звјагинцева је критиковала новинарка Ксенија Собчак због прихватања владиних субвенција. Конкретно, Собчак је питала да ли државно финансирање није имало утицаја на садржај филма. У одговору, Звјагинцев је тврдио да се увек осећао потпуно независним од Министарства у писању и снимању филма.
Владимир Познер , руски новинар ветеран, рекао је: „Све што се сматра критичним према Русији на било који начин аутоматски се сматра или још једним покушајем Запада да оцрни Русију и Источну православну цркву, или је то дело неке врсте пете колоне Русије - лоби које Запад плаћа да раде свој антируски посао или су једноставно сами дубоко антируски настројени."
Митрополит Мурмански и Мончегорски Симон, епархије у којој је филм сниман, објавио је саопштење називајући га „поштеним“. Рекао је да је Левијатан покренуо важна питања о стању у земљи.

## Признања
Дана 28. септембра 2014, објављено је да ће Левијатан бити кандидат Русије за Оскара за најбољи филм на страном језику на 87. додели Оскара. Ушао је у јануарски ужи избор од девет филмова,  пре него што је номинован касније тог месеца.
Филм је проглашен за најбољи филм на додели награда Лондонског филмског фестивала 18. октобра 2014, на церемонији на којој су главне награде отишле у Русију, Украјину и Сирију, три земље у центру дуготрајних сукоба. Сви победнички филмски ствараоци су рекли да се надају да би култура могла помоћи да се поврати мир у њиховим земљама.  Био је номинован и освојио је награду за најбољи филм на страном језику на 72. додели награде Златни глобус. Филм је проглашен за најбољи филм 45. Међународног филмског фестивала у Индији .
Након доделе Златног глобуса, Левијатан је процурио на интернету међу неким другим филмовима номинованим за Оскара 2015. Дана 12. јануара на интернету се појавио веб-сајт „Хвала, филмски ствараоци Левијатана” који подстиче кориснике друштвених медија да дају било који износ у знак захвалности филмским ствараоцима.  Александар Родњански, Левијатанов продуцент, подржао је иницијативу Славиног Смирнова (аутора веб странице и независног дигиталног продуцента) и затражио да се новац пребаци у добротворни фонд Подари Зхизн који држе глумице Чулпан Хаматова и Дина Корзун